# Artemone di Cassandrea
Artemone di Cassandrea (in greco antico: Ἀρτέμων?, Artémōn; Cassandrea, ... – ...; fl. IV secolo a.C.) è stato un grammatico greco antico.

## Biografia
Ne abbiamo notizie solo da Ateneo, che nei suoi Deipnosofisti lo cita dicendolo di Cassandrea, l'antica Potidea, colonia di Corinto sorta nella penisola di Pallene per opera di Periandro, distrutta nel 356 a.C. da Filippo di Macedonia, ma ricostruita da Cassandro nel 316. A giudicare dalle tematiche dei testi citati, si situa tra gli epigoni dei grammatici alessandrini tra II e I secolo a.C.

## Opere
Ateneo di Naucrati gli attribuisce un'opera Sulla raccolta di libri (Περὶ συναγωγῆς βιβλίων o, secondo altri autori, Περὶ ἀναγωγῆς βιβλίων), dedicata alla raccolta di libri o all'attribuzione di essi ai rispettivi autori e  Sul possesso di libri (Περὶ βιβλίων χρέσεως), quest'ultimo in almeno due libri.
Forse sono da attribuire ad Artemone di Cassandrea anche altre due opere ascritte a un non meglio precisato Artemone, ossia Περὶ Διονυσιακοῦ συστήματος, citata da Ateneo e Περὶ ζωγράφων, un'opera sui pittori citata da Arpocrazione in riferimento a Polignoto di Taso. È possibile, inoltre, che Artemone di Cassandrea sia il personaggio che secondo Demetrio raccoglieva lettere di Aristotele.